# استان‌های کوبا
کشور کوبا به ۱۵ استان تقسیم شده است که عبارت‌اند از:
1. پینار دل ریو (به اسپانیایی: Pinar del Río)
2. آرتمیسا (به اسپانیایی: Artemisa)
3. هاوانا (به اسپانیایی: La Habana)
4. مایابکه (به اسپانیایی: Mayabeque)
5. ماتانزاس (به اسپانیایی: Matanzas)
6. سیینفوئگوس (به اسپانیایی: Cienfuegos)
7. ویا کلارا (به اسپانیایی: Villa Clara)
8. سانکتی اسپیریتوس (به اسپانیایی: Sancti Spíritus)
9. سیه‌گو د آویلا (به اسپانیایی: Ciego de Ávila)
10. کاماگوئی (به اسپانیایی: Camagüey)
11. لاس توناس (به اسپانیایی: Las Tunas)
12. گرانما (به اسپانیایی: Granma)
13. اولگین (به اسپانیایی: Holguín)
14. سانتیاگو د کوبا (به اسپانیایی: Santiago de Cuba)
15. گوانتانامو (به اسپانیایی: Guantánamo)
16. ایسلا د لا خوبنتود (به اسپانیایی: Isla de la Juventud)

| استان              | مرکز استان           | جمعیت (۲۰۱۲ میلادی) | درصد جمعیت | مساحت (کیلومترمربع) | درصد مساحت | تراکم جمعیت |
| ------------------ | -------------------- | ------------------- | ---------- | ------------------- | ---------- | ----------- |
| کاماگوئی           | کاماگوی              | ۷۶۸٬۳۱۱             | ۷٫۰۲       | ۱۵٬۳۸۶              | ۱۳٫۲       | ۵۰٫۲۲       |
| سیه‌گو ده آویلا     | سیه‌گو ده آویلا       | ۴۲۴٬۷۵۰             | ۳٫۶۸       | ۶٬۹۷۲               | ۵٫۶        | ۶۰٫۷۰       |
| سیینفوئگوس         | سیینفوئگوس           | ۴۰۰٬۷۶۸             | ۳٫۵۴       | ۴٬۱۸۹               | ۳٫۹        | ۹۴٫۵۴       |
| لا هابانا          | هاوانا               | ۲٬۱۵۴٬۴۵۴           | ۱۹٫۷۰      | ۷۲۸٫۲۶              | ۰٫۷        | ۳٬۰۵۳       |
| گرانما             | بایامو               | ۸۳۰٬۶۴۵             | ۷٫۳۶       | ۸٬۳۷۴               | ۷٫۹        | ۹۸٫۲۰       |
| گوانتانامو         | گوانتانامو           | ۵۰۶٬۳۶۹             | ۴٫۵۴       | ۶٬۱۶۸               | ۶٫۰        | ۸۲٫۲۲       |
| اولگین             | اولگین               | ۱٬۰۲۷٬۶۸۳           | ۹٫۱۴       | ۹٬۲۱۶               | ۸٫۵        | ۱۰۹٫۹۰      |
| ایسلا د لا خوبنتود | نوئوا خرونا          | ۸۴٬۲۶۳              | ۰٫۷۷       | ۲٬۴۱۹               | ۲٫۱        | ۳۵٫۷۸       |
| آرتمیسا            | آرتمیسا              | ۴۸۷٬۳۳۹             | ۴٫۴۹       | ۴٬۰۰۳               | ۳٫۷۵       | ۱۲۵٫۵       |
| لاس توناس          | لاس توناس            | ۵۲۵٬۷۲۹             | ۴٫۷۰       | ۶٬۵۹۳               | ۶٫۰        | ۷۹٫۷۷       |
| ماتانزاس           | ماتانزاس             | ۶۷۹٬۳۱۴             | ۶٫۰۰       | ۱۱٬۷۹۲              | ۱۰٫۰       | ۵۶٫۸۰       |
| مایابکه            | سن خوزه ده لاس لاخاس | ۳۷۱٬۱۹۸             | ۳٫۴۱       | ۳٬۷۴۴               | ۳٫۴۹       | ۱۰۲٫۲       |
| پینار دل ریو       | پینار دل ریو         | ۵۸۵٬۴۵۲             | ۵٫۳۲       | ۸٬۸۸۴               | ۸٫۳۲       | ۶۷٫۰۰       |
| سانکتی اسپیریتوس   | سانکتی اسپیریتوس     | ۴۶۲٬۱۱۴             | ۴٫۱۲       | ۶٬۷۷۷               | ۶٫۳        | ۶۸٫۳۳       |
| سانتیاگو د کوبا    | سانتیاگو د کوبا      | ۱٬۰۵۳٬۸۳۷           | ۹٫۲۷       | ۶٬۲۲۸               | ۵٫۹        | ۱۶۸٫۳۲      |
| ویا کلارا          | سانتا کلارا          | ۷۸۳٬۷۰۸             | ۷٫۳۱       | ۸٬۴۴۲               | ۷٫۶        | ۹۷٫۱۷       |
| کوبا               | هاوانا               | ۱۱٬۱۶۳٬۹۳۴          |            | ۱۰۹٬۸۸۴             |            | ۱۰۱٫۷۲      |